# Alchemilla pickwellii
Alchemilla pickwellii é uma espécie de rosácea do gênero Alchemilla, pertencente à família Rosaceae.